# Aviva (yacht sjösatt 2007)
M/Y Aviva, kan också kallas M/Y Aviva III, är en superyacht tillverkad av Abeking & Rasmussen i Tyskland. Den levererades 2007 till sin ägare Joe Lewis, brittisk investerare och affärsman. Lewis använde den som ett flytande hem och kontor fram tills han fick sin senaste yacht med samma namn 2017.
Aviva designades exteriört och interiört av Reymond Langton Design. Superyachten är 67,9–68 meter lång och har kapacitet för 16 passagerare fördelat på sju hytter. Den har också en besättning på 20–25 besättningsmän.